# Старокостянтинівський районний історико-краєзнавчий музей
Старокостянтинівський районний історико-краєзнавчий музей — районний історико-краєзнавчий музей у місті Старокостянтинові Хмельницької області, значне зібрання матеріалів з історії та культури краю, науковий культурно-освітній осередок міста та району. 

## Загальні дані та будинок музею
Старокостянтинівський районний історико-краєзнавчий музей міститься у історичному центрі в 2-поверховому історичному будинку за адресою:
вул. Грушевського, буд. 15, м. Старокостянтинів—31100 (Хмельницька область, Україна).
Наразі (весна 2010 року) заклад не має керівника. 
Будинок, у якому функціонує музей чверть століття, є пам'яткою історії та культури краю. Розташований на вулиці Грушевського (до 1917 року Меджибізька), він є одним з небагатьох історичних будинків міста, що зберігся донині. Це будинок XIX століття, у якому за Російської імперії містилось поліцейське управління Старокостянтинівського повіту. Попри сучасний занедбаний стан, будівля відповідає стилю початкової забудови — класицизму.

## З історії музею
Краєзнавчий музей у Старокостянтинові розпочав свою діяльність у 1932 році, коли 15 січня 1929 року з ухвали РНК УРСР колишній замок Острозького було перетворено на Державний історико-культурний заповідник республіканського значення. Са́ме в замку князів Острозьких в місті Старокостянтинові на початку 1930-х років розмістився музей історії. Він повністю займав другий поверх центральної замкової будівлі. 
Тодішній Старокостянтинівський історичний музей мав декілька цікавих колекцій:
- речі Острозьких — рукописи Острозького, меблі — стіл, стілець, гобелени;
- природничий зал — до 140 опудал птахів, тварин, комах;
- зала козацької слави — зброя, козацькі речі тощо.

Усі ці та інші цінні предмети в 1954 році були передані в інші музеї України, коли під гаслом «централізації музеїв» Старокостянтинівський музей було розформовано, його фонди вивезено до музеїв Могилева-Подільського, Чернівців, Хмельницького. Відтоді в районі музею не було, будівля замку без належного догляду почала швидко руйнуватись.
У 1980 році з ініціативи громадськості було здійнято питання про створення музею в районі. При допомозі Старокостянтинівської райради виділено відповідні матеріали й кошти. Відтак, 15 грудня 1985 року в Старокостянтинові був обладнаний і відкритий новий музейний заклад. Спершу музей функціонував на громадських засадах, по часі дістав статус державного.
Нині (2000-ні) роботу музею забезпечують Давидюк Н. М., Сусугурова С. І., Дубова Л. О., Остапчук О. В.
За роки існування Старокостянтинівський районний історико-краєзнавчий музей відвідали не лише мешканці міста, району та області, а й гості з інших областей України та з-за кордону (США, Росія, Ізраїль, Польща, Китай тощо). Щорічно (2000-ні) музей відвідує понад півтори тисячі осіб.

## Експозиція та фонди, структура
Фонди Старокостянтинівського районного історико-краєзнавчого музею нараховують понад 13 000 одиниць зберігання.
Музейна експозиція розміщена в 5 залах.

Експозиція «Друга світова війна»

Головні тематичні експозиції Старокостянтинівського районного історико-краєзнавчого музею:
- «Доба первісного ладу»;
- «Трипілля»;
- «Київська Русь, Болохівське князівство»;
- «Доба XVI століття — заснування міста, родовід Острозьких»;
- «Народознавство, промисловість, торгівля, релігія в краї XVIII-XIX ст.ст.»;
- «Перша Світова війна, події Жовтневого перевороту, Громадянська війна»;
- «1920—30-і рр. — колективізація, голодомор, репресії в краї»;
- «Друга світова війна»;
- «Відбудовчий період»;
- «Сьогодення: відомі люди, промисловість, освіта, культура в краї».

## Виноски
1. ↑  повторне відкриття музею